# Twin Peaks: Ogniu krocz ze mną
Twin Peaks: Ogniu krocz ze mną (oryg. Twin Peaks: Fire Walk with Me znany także jako Fire Walk with Me i Twin Peaks: The Movie) – amerykański film z 1992 roku w reżyserii Davida Lyncha. Jest to prolog, jak i epilog do serialu telewizyjnego Miasteczko Twin Peaks stworzonego przez Lyncha i Marka Frosta. 
Dzieło opowiada o śledztwie w sprawie morderstwa Teresy Banks (Pamela Gidley) i o siedmiu ostatnich dniach z życia Laury Palmer (Sheryl Lee), uczennicy liceum w małej miejscowości Twin Peaks w stanie Waszyngton. Film wyjaśnia również los agenta Dale’a Coopera (Kyle MacLachlan) przedstawionego w ostatnim odcinku serialu telewizyjnego. Bywa nazywany prequelem, ale nie powinien być oglądany przed serialem, gdyż ma również cechy sequelu.
Większość obsady z serialu Miasteczko Twin Peaks zagrała role w filmie, oprócz Lary Flynn Boyle, która odmówiła zagrania roli Donny Hayward – najlepszej przyjaciółki Laury (zastąpiła ją Moira Kelly) i z wyjątkiem znaczącej nieobecności Sherilyn Fenn (grającej postać Audrey Horne). Kyle MacLachlan także wahał się, czy zagrać w filmie, a jego rola filmowa stała się mniejsza niż zakładano.
Podczas premiery na Festiwalu Filmowym w Cannes film został nieprzychylnie przyjęty przez publiczność. W USA otrzymał złe recenzje i nie został przebojem box-office’u. Sukces komercyjny odniósł w Japonii.

## Obsada
- Sheryl Lee jako Laura Palmer
- Ray Wise jako Leland Palmer
- Mädchen Amick jako Shelly Johnson
- Dana Ashbrook jako Bobby Briggs
- Phoebe Augustine jako Ronette Pulaski
- David Bowie jako Phillip Jeffries
- David Lynch jako Gordon Cole[2]
- Julee Cruise jako Piosenkarka w przydrożnej gospodzie
- Eric DaRe jako Leo Johnson
- Miguel Ferrer jako Albert Rosenfield
- Pamela Gidley jako Teresa Banks
- Chris Isaak jako Agent FBI Chester Desmond
- Moira Kelly jako Donna Hayward
- Peggy Lipton jako Norma Jennings
- James Marshall jako James Hurley
- Kyle MacLachlan jako Agent FBI Dale Cooper
- Kiefer Sutherland jako Agent FBI Sam Stanley

## Nagrody i nominacje
Nagrody Saturn w 1992 r.:
- Najlepsza muzyka – Angelo Badalamenti

nominacje
- Najlepszy horror
- Najlepszy scenariusz – David Lynch, Robert Engels
- Najlepsza aktorka – Sheryl Lee
- Najlepszy aktor drugoplanowy – Ray Wise